# Die chaotische Klasse 3,5
Die chaotische Klasse 3,5 ist eine türkische Filmkomödie aus dem Jahr 2006 und gleichzeitig eine Fortsetzung der Hababam-Sınıfı-Reihe.
Das Drehbuch schrieb Kemal Kenan Ergen und Regisseur war Ferdi Eğilmez. In Deutschland kam der Film am 5. Januar 2006 in die Kinos.

## Handlung
In dieser Fortsetzung heiratet der Schulmeister Deli Bedri (Der irre Bedri), eine schöne Frau, die schon einen Sohn hat. Die neue Braut, Bedriye die Verrückte, zieht nun auch mit ihrem Sohn in die Schule ein. Obwohl die Schüler der Hababam Klasse sich erhoffen, dass Bedriye ihre neue Komplizin gegen den exzentrischen Schulmeister sein würde, stellen sie in Kürze fest, dass sie sogar eine noch gefährlichere Rivalin ist als Bedri, der Irre. Mit der Unterstützung seiner neuen Braut, die nicht weniger verrückt ist, als Bedri selbst, startet er nun seine Angriffe gegen die Mitglieder der chaotischen Klasse, in der Hoffnung, sie endlich loszuwerden. Am Ende gewinnt aber doch die Klasse.

## Kritik
Christoph Petersen von Filmstarts.de schrieb: „Damit, die filmische Qualität von Die chaotische Klasse 3,5 zu bewerten, darf man gar nicht erst anfangen. Er wäre wohl irgendwo im Bereich solch historischer Fehlschläge wie Police Academy 7 - Einsatz in Moskau oder Troll 2 einzuordnen. Aber wenn man anschließend auf den Kinobesuch zurückblickt, möchte man ihn dennoch nicht missen. Ein gewisser, grenzdebiler Charme, der den Zuschauer langsam umnebelt und ihn über Peinlichkeiten Tränen lachen lässt, über die er ansonsten nur ungläubig den Kopf geschüttelt hätte, lässt sich nämlich nicht absprechen. Außerdem lacht das türkischsprachige Publikum an solch ungewöhnlichen Stellen, dass man schon nach kürzester Zeit sein Vertrauen in die Untertitel verliert, die einem dafür aber von Hochzeiten auf einem Flugzeug in 10.000 Kilometer Höhe erzählen und die Lehrer ihre Schüler als Du Rinderwahnsinn bezeichnen lassen.“